# Campeonato Europeo de Judo de 1961
El IX Campeonato Europeo de Judo se celebró en Milán (Italia) entre el 13 y el 14 de mayo de 1961 bajo la organización de la Unión Europea de Judo (EJU) y la Federación Italiana de Judo.

## Medallistas

### Masculino
| Evento            | Oro                            | Plata                        | Bronce                                                    |
| ----------------- | ------------------------------ | ---------------------------- | --------------------------------------------------------- |
| –68 kg            | Claude Mezembourg Francia      | André Bourreau Francia       | Luigi Fiocchi · Italia · František Kuna · Checoslovaquia  |
| –80 kg            | Heinrich Metzler RFA           | Paul Kunisch · Austria       | Michel Franceschi Francia Ferdinand Miebach RFA           |
| +80 kg            | Anton Geesink · Países Bajos   | Herbert Niemann RDA          | Borivoje Cvejić Yugoslavia Franz Sineck RFA               |
| Categoría abierta | Anton Geesink · Países Bajos   | Michel Bourgoin Francia      | Karl Nitz RDA John Ryan Reino Unido                       |
| 1.er dan          | Herbert Niemann RDA            | Yves Reymond Francia         | Josef Novotný · Checoslovaquia · Benno Rigger · Austria   |
| 2º dan            | Jan van Ierland · Países Bajos | Lionel Grossain Francia      | Georges Bouvier · Bélgica · Anthony Sweeney · Reino Unido |
| 3.er dan          | Jean-Pierre Dessailly Francia  | Willem Dadema · Países Bajos | Heinrich Metzler RFA John Ryan Reino Unido                |
| 4º dan            | Nicola Tempesta · Italia       | Theodor Guldemont · Bélgica  | Hein Essink · Países Bajos · Daniel Outelet · Bélgica     |

## Medallero
| Núm. | País           | Oro | Plata | Bronce | Total |
| ---- | -------------- | --- | ----- | ------ | ----- |
| 1    | Países Bajos   | 3   | 1     | 1      | 5     |
| 2    | Francia        | 2   | 4     | 1      | 7     |
| 3    | RDA            | 1   | 1     | 1      | 3     |
| 4    | RFA            | 1   | 0     | 3      | 4     |
| 5    | Italia         | 1   | 0     | 1      | 2     |
| 6    | Bélgica        | 0   | 1     | 2      | 3     |
| 7    | Austria        | 0   | 1     | 1      | 2     |
| 8    | Reino Unido    | 0   | 0     | 3      | 3     |
| 9    | Checoslovaquia | 0   | 0     | 2      | 2     |
| 10   | Yugoslavia     | 0   | 0     | 1      | 1     |
|      | TOTAL          | 8   | 8     | 16     | 32    |